# Silvio Fanti
 (mars 2023).
Silvio Fanti (né le 22 septembre 1919 à Neuchâtel en Suisse et mort le 26 juin 1997 à Paris 14e) est un médecin psychiatre et micropsychanalyste, de nationalité italienne. Il est le fondateur de la micropsychanalyse.

## Biographie
Fanti obtient son diplôme de médecine à l'université de Zurich, soutient une thèse en psychiatrie à l'université de Vienne (Autriche) : Les Réactions au cours de l'électrochoc et une thèse en gynécologie-obstétrique à l'université de Genève : L'Accouchement dirigé.
À la fin des années 1950, Fanti allonge la durée des séances de psychothérapie qui peuvent durer plusieurs heures avec un minimum de cinq séances hebdomadaires, promeut des relations personnelles hors séances, etc.) et élabore progressivement ce qu’il dénommera la micropsychanalyse.
Au début des années 1970, il s'installe à Couvet (Suisse), où il crée la Société internationale de micropsychanalyse, en 1973.

## Décorations
Il est fait commandeur de l’ordre du Mérite de la République italienne.

## Publications
- J’ai peur, Docteur, (Delachaux-Niestlé, 1953), Paris, Flammarion, 1972.
- Le Fou est normal, (Delachaux-Niestlé, 1956), Paris, Flammarion, 1971.
- Contre le mariage, Flammarion, Paris, 1970.
- Après avoir… (1971, Flammarion), Paris, Buchet/Chastel, 1998.
- L’Homme en micropsychanalyse, (Denoël, 1981), Paris, Buchet/Chastel, 1988.
- Dictionnaire pratique de la psychanalyse et de la micropsychanalyse (avec la coll. de P. Codoni et D Lysek, (1983), Paris, Buchet/Chastel, 2003.
- Le Désir d’inceste, Paris, Buchet/Chastel, 1985.
- Confidences d’une Japonaise frigide, Paris, Buchet/Chastel, 1986.